# Banco de Eslovenia
El Banco de Eslovenia (en esloveno: Banka Slovenije) es el banco central de la República de Eslovenia, situado en Liubliana. Fue establecido el 25 de junio de 1991. Es miembro del Eurosistema y del Sistema Europeo de Bancos Centrales. Es la autoridad monetaria de Eslovenia, el banco era encargado de acuñar las monedas y billetes del antiguo tólar esloveno, hoy sustituido por el euro.
Su misión principal es cuidar de la estabilidad de precios locales y asegurar la liquidez de los pagos del propio país y con los países extranjeros. No es una organización independiente no-gubernamental y por ello está obligado a informar de sus operaciones al Parlamento de Eslovenia. El Banco de Eslovenia se unió a la Eurozona en 2007, cuando el euro reemplazó al tolar como moneda de curso legal en Eslovenia.